# Михалёво (Головинское сельское поселение)
Михалёво — деревня в Судогодском районе Владимирской области, входит в состав Головинского сельского поселения.

## География
Деревня расположена на берегу пруда на реке Сойма в 2 км на север от центра поселения посёлка Головино и в 30 км на запад от райцентра города Судогда.

## История
В конце XIX — начале XX века деревня входила в состав Подольской волости Владимирского уезда. В 1859 году в деревне числилось 12 дворов, в 1905 году — 13 дворов, в 1926 году — 20 хозяйств.
С 1929 года деревня входила с состав Головинского сельсовета Владимирского района, с 1965 года — Судогодского района.

## Население
| 1859 | 1905 | 1926 |
| ---- | ---- | ---- |
| 62   | 77   | 105  |

| 1859 | 1905 | 1926 | 2002 | 2010 | 2021 |
| ---- | ---- | ---- | ---- | ---- | ---- |
| 62   | ↗77  | ↗105 | ↘6   | ↘3   | ↗4   |